# Bergrún Íris Sævarsdóttir
Bergrún Íris Sævarsdóttir, född 1985, är en isländsk barnboksförfattare och illustratör. Hennes Vinur minn, vindurinn från 2014 har nominerats till Nordiska rådets barn- och ungdomslitteraturpris.

## Biografi
Sævarsdóttir tog 2009 examen i konsthistoria vid Islands universitet. Dessutom gick hon fram till 2012 en diplomutbildning i teckning vid bildkonstskolan i Reykjavik. Hon har även deltagit i en sommarkurs i barnboksillustration vid Cambridge School of Arts.
Bergrún Íris Sævarsdóttir har illustrerat ett stort antal barnböcker och datorspel.
2014 kom Vinur minn, vindurinn ('Min vän vinden'), den första barnboken som hon både skrivit och illustrerat själv. Boken har nominerats till 2015 års Nordiska rådets barn- och ungdomslitteraturpris. Boken handlar om islänningars favoritämne vädret och riktar sig till små barn.

### Text och bild
- Vinur minn, vindurinn ('Min vän vinden'), Töfraland 2014
- Sjáðu mig, sumar! Töfraland 2015

### Illustrationer (urval)
- Gerðu eins og ég – Hvati og Dýrin (text: Eva Þengils), Forlagið 2012
- Kjaftað um kynlíf (text: Sigga Dögg), Iðnú 2014
- Síðasti galdrameistarinn, Forlagið 2014
- Könnum kortin 1 (text: Katrín Ragnarsdóttir og Svala Ágústsdóttir), Námsgagnastofnun 2014.
- Könnum kortin 2 (text: Katrín Ragnarsdóttir og Svala Ágústsdóttir), Námsgagnastofnun 2015.
- Fyrstu 1000 dagarnir (text: Sæunn Kjartansdóttir), Forlagið 2015
- Freyja og Fróði í sundi (text: Kristjana Friðbjörnsdóttir.), JPV 2015
- Freyja og Fróði hjá tannlækni (text: Kristjana Friðbjörnsdóttir.), JPV 2015